# 明王院 (福山市)
明王院（みょうおういん）は、広島県福山市草戸町にある真言宗大覚寺派の仏教寺院である。空海が開基と伝わる。本堂、五重塔が国宝に指定されている。

## 概要
明王院は、芦田川に面した愛宕山の麓にあり、隣接する草戸稲荷神社はかつて明王院の鎮守社であった。寺伝によると大同2年（807年）に空海が草戸山（愛宕山）の中腹に観世音を安置したのが開基と伝わる。元は、西光山理智院常福寺と称した律宗の寺院だったと伝わり、江戸時代に近隣にあった明王院と合併し、中道山円光寺明王院と改称し現在に至る。しかし開基から貞和4年（1348年）の五重塔建立に至るまでの約500年間の寺史を示す記録は発見されておらず全く不明である。
大同2年の草創期についての記録は江戸時代初期の元和7年（1621年）の本堂の棟札に記されているが、空海開基の記録は江戸時代中期の元禄3年の本堂棟札に記されているのが初見である。そのため草創期に関する寺伝は、近世によるもののみである。だが、本堂に安置されている国の重要文化財の十一面観音立像は平安時代作であり、開基が平安時代と推測させる貴重な資料となっている。また1962年（昭和37年）から行われた本堂解体修理において、現・本堂地下の発掘調査が行われ、現・本堂が建立された元応3年（1321年）よりも以前の掘立柱穴が点在する建築遺構が発見され、それは開基時期が現・本堂建立時期よりも前の時代であるとの確実な証拠になっている。
境内前を芦田川が流れるが、平安時代から江戸初期頃まで、この川一帯の地域に門前町として栄えた集落跡が発見され、草戸千軒とよばれ、草戸千軒町遺跡として発掘調査が行われている。草戸の名称は、南北朝時代の太平記には「草井地」、奈良・西大寺の明徳2年（1391年）の『末寺貼』には「草出（くさいず）」と記されているが、戦国時代には「草戸」と記されることが多くなっている。

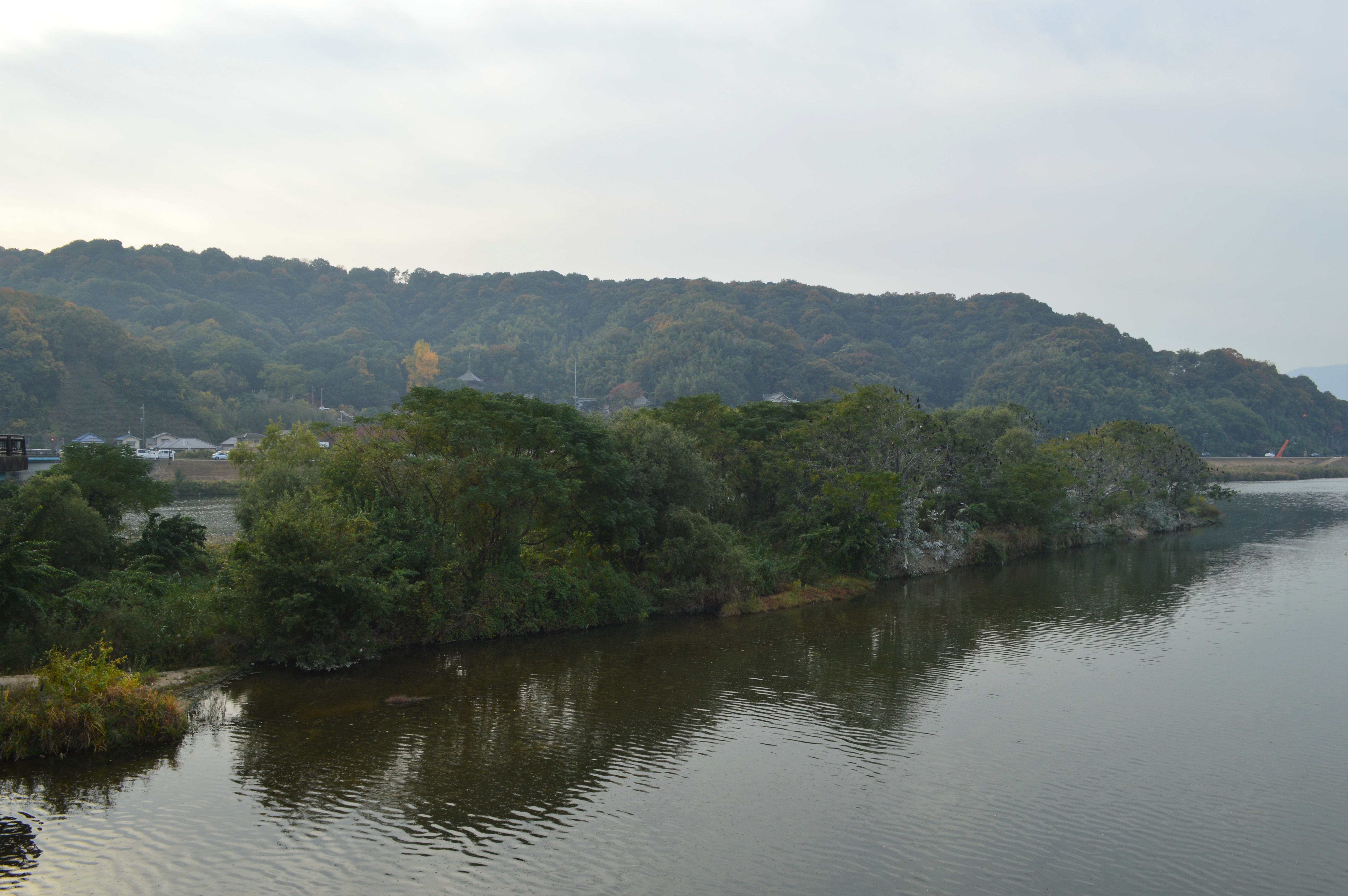
草戸千軒町遺跡（後背に明王院）

墨書より、鎌倉時代・元応3年（1321年）に紀貞経、沙門頼秀の本願により本堂が再建され、27年後の貞和4年（1348年）に沙門頼秀勧進により五重塔が建立されたことが判明している。また現存する山門と江戸時代初期頃まで存在した阿弥陀堂も、五重塔建立時期と同時期に建立されたと推測されている。草土常福寺の名は、奈良・西大寺の明徳2年（1391年）の『末寺貼』、尾道・西国寺の文明3年（1471年）の『不断経行事』などの文献で見られ、南北朝時代から室町時代中頃には備後地方において有数の大寺だったと推測される。
江戸時代に入り、慶長19年（1614年）に山門を再建、慶長年間に閻魔堂（十王堂）も再建したことが棟札などに記録が残る。元和5年（1619年）に、福山藩に水野勝成が福山初代藩主として入府すると、勝成からの当寺への崇敬が篤く、水野家3代・勝貞時代に常福寺が明王院と改めてからは、当寺の記録は多数残るが、それ以前の記録は山門、閻魔堂の再建以外に沿革を示す資料は発見されていない。
元和6年（1620年）に大雨による山崩れにより堂宇が損壊するが、水野勝成により復旧されている。寛永4年（1627年）から正保4年（1647年）の間に鐘楼、護摩堂、庫裏、書院、役行者堂、弁財天社、天神宮社殿、竜王社、愛宕社、稲荷社などが再建、もしくは新たに建立されている。明暦元年（1655年）に水野勝貞が福山藩3代藩主になると、本庄村にあった明王院を常福寺に合併し、常福寺は明王院と改め、現・明王院の基が築かれる。合併前の旧・明王院の沿革などの詳細は記録に無いが、現・境内の東北約2 kmにある本庄村青木端にあり、若干の寺領を有していたが、領主・福島正則により没収され荒廃していた。しかし、水野勝成は、旧・明王院住持・宥将を寵愛し、福山城の築城のさいに地鎮の斎主を務めさせ、その後、明王院は城下の奈良屋町へ移転し、水野家の祈願寺になったと伝わる。合併時の時期についての詳細な記録はないが、文化2年（1805年）の『由緒書』では承応年中のころとあるが、水野勝貞は承応4年4月（1655年）に藩主になっている。明暦2年9月（1656年）の『草土記』には中道山円光寺や明王院と記されている。これらのことから合併は承応4年4月以降、明暦2年9月（1656年）までの間と推測される。これら移転や合併は、築城に伴う城下町の整理計画にも大いに関係があったとも考えられている。合併後の明王院は、末寺48寺を有する当地方有数の地位を占めた。江戸時代に堂宇が何度も修復されているが、元禄3年（1690年）には本堂の大修理が行われている。元禄のころに水野家が当寺に36石の寄進をしたとの記録が残り崇敬が篤いことが窺える。元禄11年（1698年）水野家が断絶するが、元禄13年（1670年）に松平忠雅が藩主になり、次いで正德元年（1711年）には阿部家が藩主となるが、阿部家の祈願寺となり歴代藩主からの崇敬は篤く、積極的に庇護され、寛保2年（1742年）に五重塔の大修理が行われている。
明治になり神仏分離令により、天神宮、愛宕権現宮、稲荷社などの神社は明王院から離れる。明治12年（1879年）の『沼隈郡草戸村明王院什物帳』によると、明王院の伽藍の規模は大幅に縮小され、現在に残る伽藍だけとなっている。
明治、大正、昭和前期にかけ、高野山金剛峯寺第389世座主、高野山管長を兼務した大僧正密雄が、明王院30世住職になっている。
1953年（昭和28年）に五重塔が国宝に指定される。1959年（昭和34年）3月から1962年（昭和37年）3月にかけ、五重塔建立以来初めての解体修理が行われた。1962年（昭和37年）4月から1964年（昭和39年）3月にかけ本堂が解体修理され、そのさいに、本堂直下の地下の発掘調査が行われ、五重塔付近までの範囲で約60ケ所の掘立柱穴などが見つかり、現・本堂が建立された時期よりも古い建築遺構と判明している。1964年（昭和39年）に本堂が国宝指定される。

## 境内
- 本堂 - 国宝。元応3年（1321年）の建立。（→#本堂・五重塔沿革、及び#国宝で詳述）
- 五重塔 -  国宝。貞和4年（1348年）の建立。全国の国宝の塔の中で5番目の古さ。（→本堂・五重塔沿革、及び国宝で詳述）
- 山門 - 広島県指定重要文化財。慶長19年（1614年）再建と考えられる。（→#広島県指定重要文化財で詳述）
- 書院 - 広島県指定重要文化財。元和7年（1621年）庫裏とともに再建と伝わる。（→広島県指定重要文化財で詳述）
- 庫裏 - 広島県指定重要文化財。（→広島県指定重要文化財で詳述）
- 護摩堂 - 福山市指定重要文化財。書院、庫裏裏の少し高い位置に建ち非公開。堂内には、護摩堂本尊で福山市重要文化財の木造不動明王立像、護摩堂本尊背障壁裏絵などの文化財が納められている[16]。（→#福山市指定重要文化財で詳述）
  - 七重石層塔 - 福山市指定重要文化財。護摩堂前庭にあり、花崗岩製七重石層塔で高さ3.20 m。（→福山市指定重要文化財で詳述）[17]。
- 鐘楼堂 - 正保4年（1647年）建立。鐘は明暦3年（1657年）福山3代藩主・水野勝貞の寄進[18]。
- 焔魔堂（十王堂）- 1990年（平成2年）再建。閻魔大王と十王が祀られている[19]。
- 開運大黒天 - 本堂と五重塔の間の斜面裾に鎮座する。
- 長屋 - 現在、参拝者の休憩室として使用されているが、江戸時代終わりまで寺子屋として使用されていた。
- 地蔵堂 - 長屋左にあり、6躯の地蔵が鎮座する。
- 七福神、弁天池 - 境内の南の外れに弁天池があり、ほとりに七福神像が並ぶ。
- 草戸愛宕神社 - 神社本殿は福山市指定重要文化財。明王院裏の草戸山（愛宕山）山頂に鎮座する。五重塔左脇に神社参道入口の鳥居が建つ。愛宕神社本殿は、寛永5年（1628年）の棟札があり[20]、元は明王院の鎮守社として建てられたが、明治の神仏分離令により現在は、隣接する草戸稲荷神社に属する[21]。また、神仏分離時に、愛宕山中腹に愛宕大権現が建てられ、明王院に属している。
- 墓石群 - 福山市指定重要文化財。明王院前を流れる芦田川中洲にある草戸千軒町遺跡から出土した墓石群で、愛宕神社への参道脇に並ぶ。文化財の節・福山市指定重要文化財で詳述。

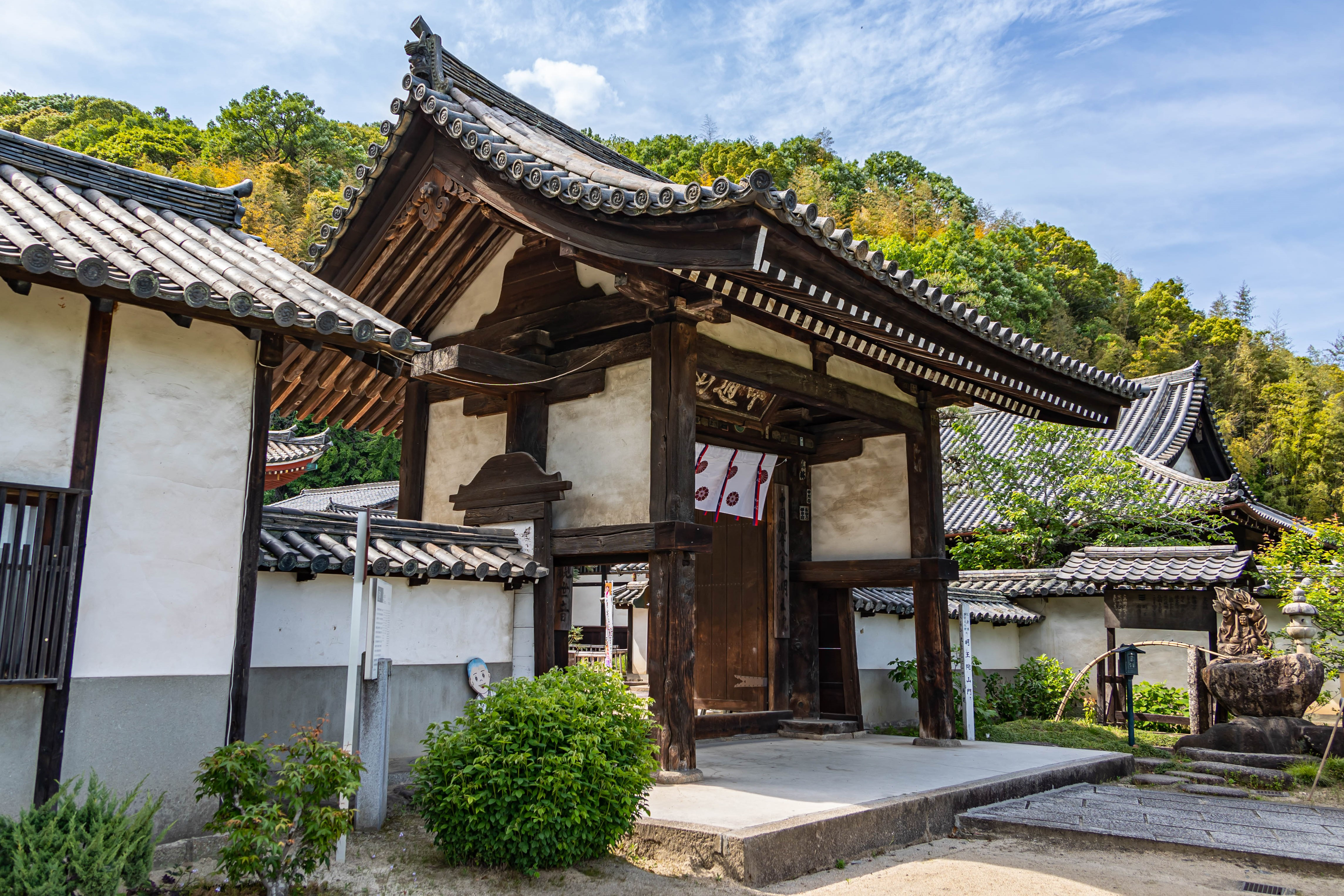
山門
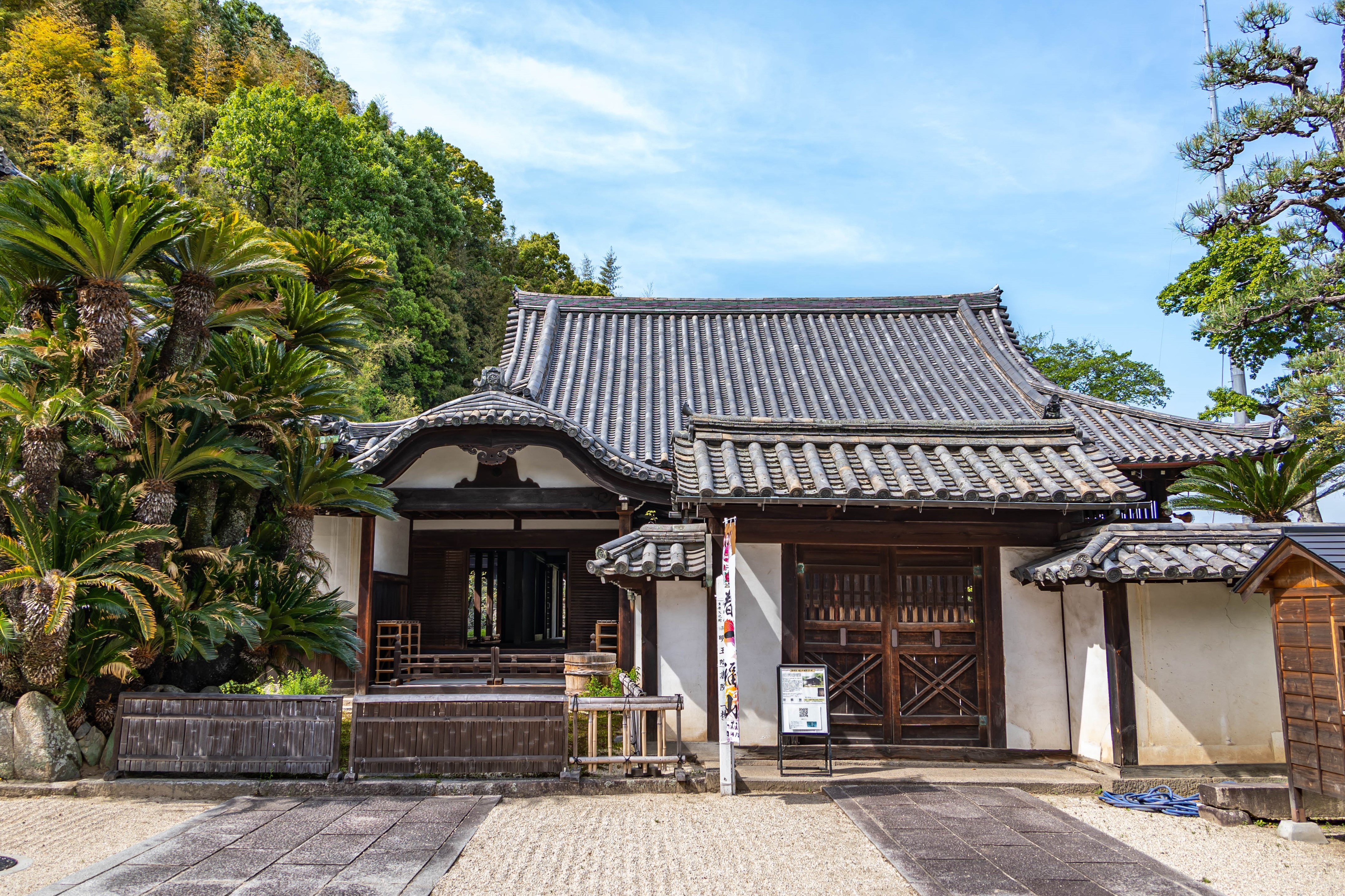
書院
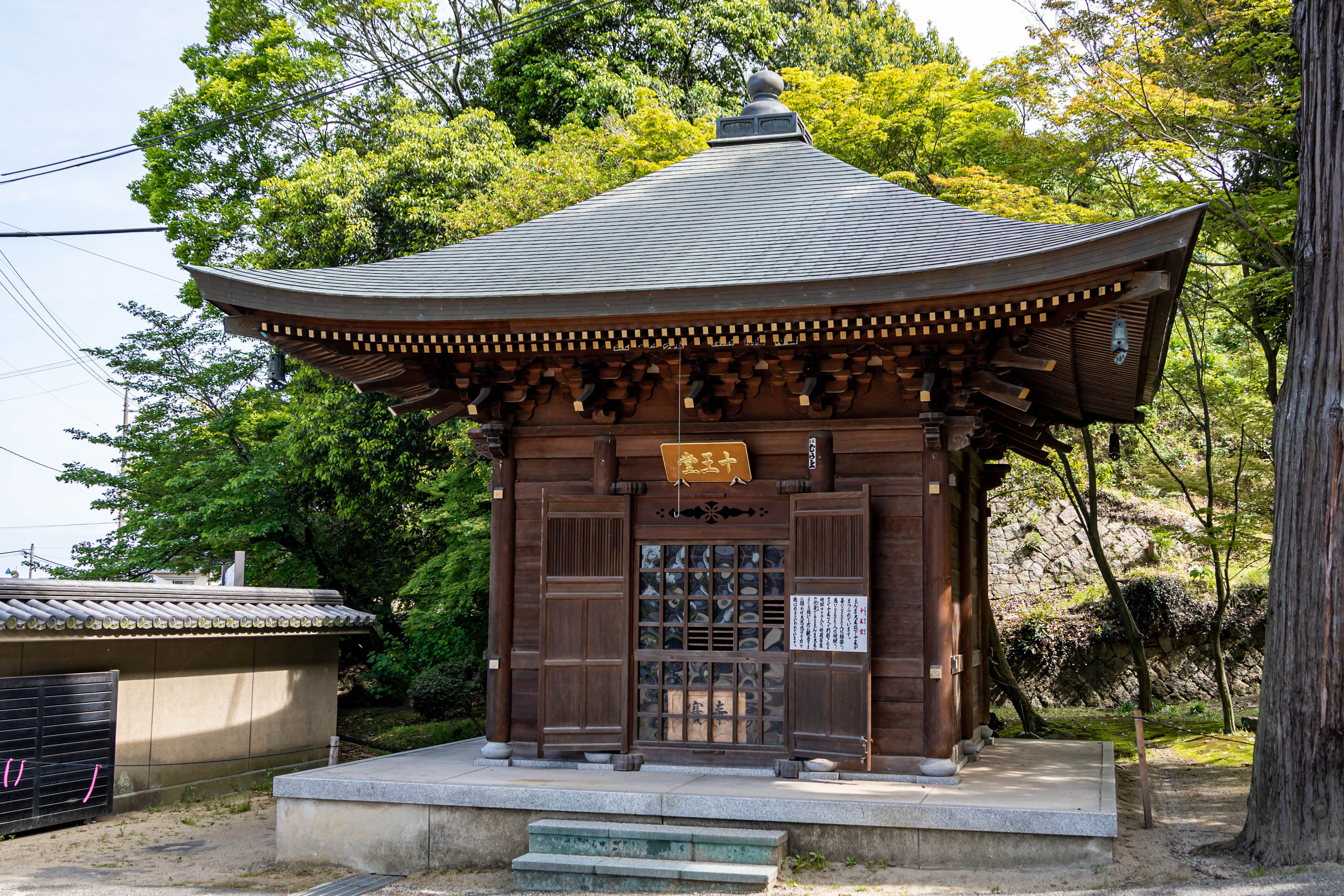
焔魔堂（十王堂）
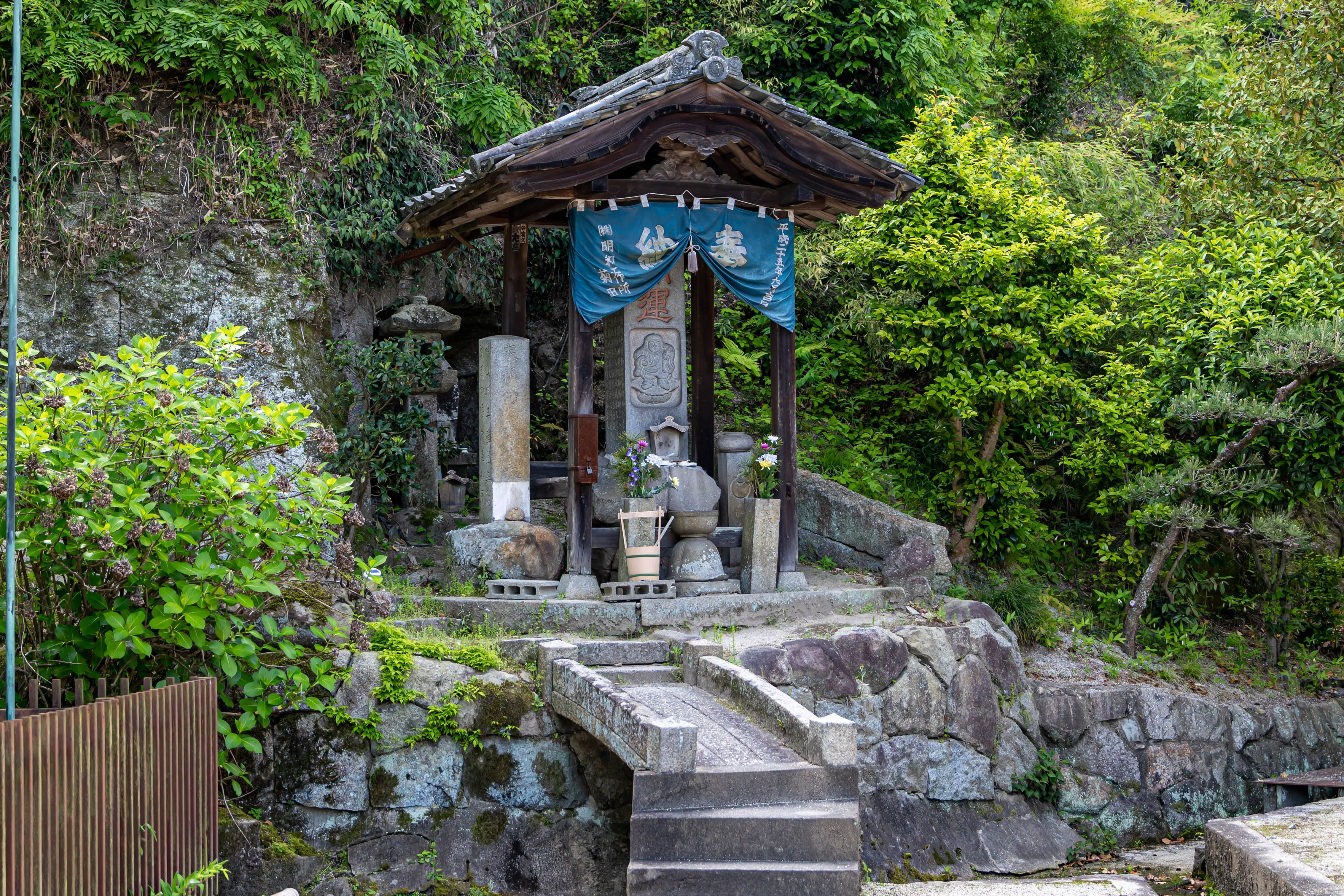
開運大黒天
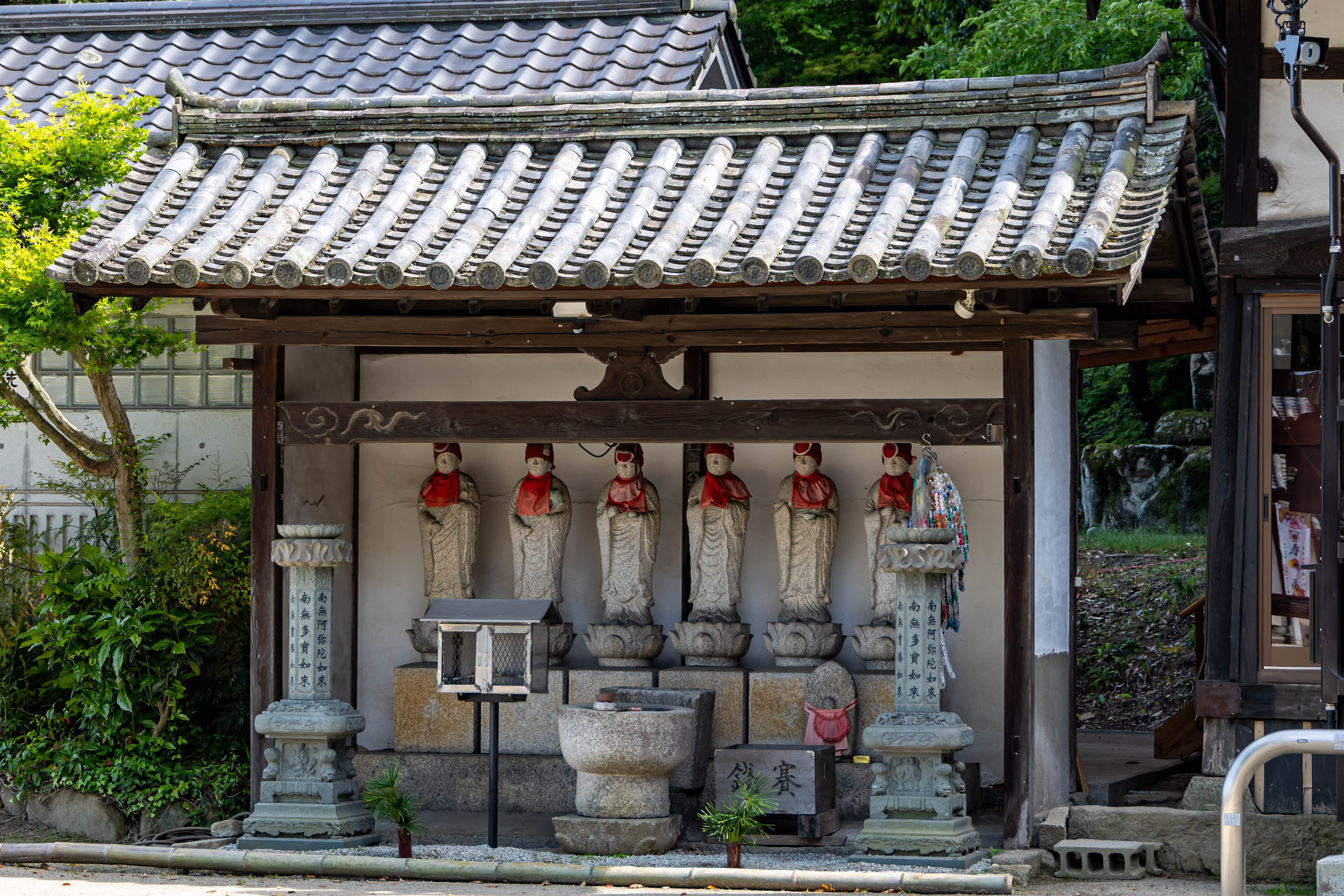
地蔵堂
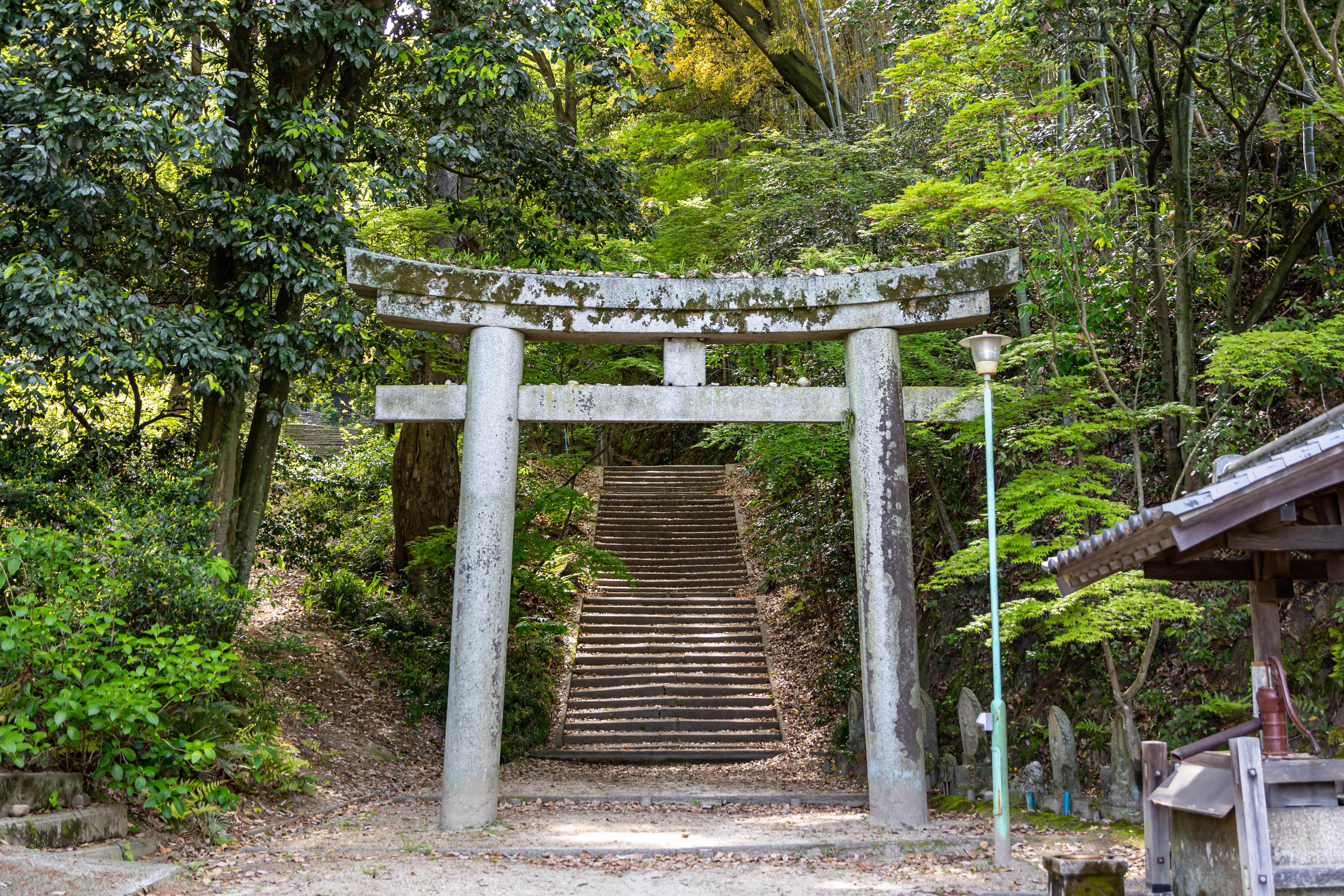
草戸愛宕神社への参道入り口の鳥居

## 本堂・五重塔沿革

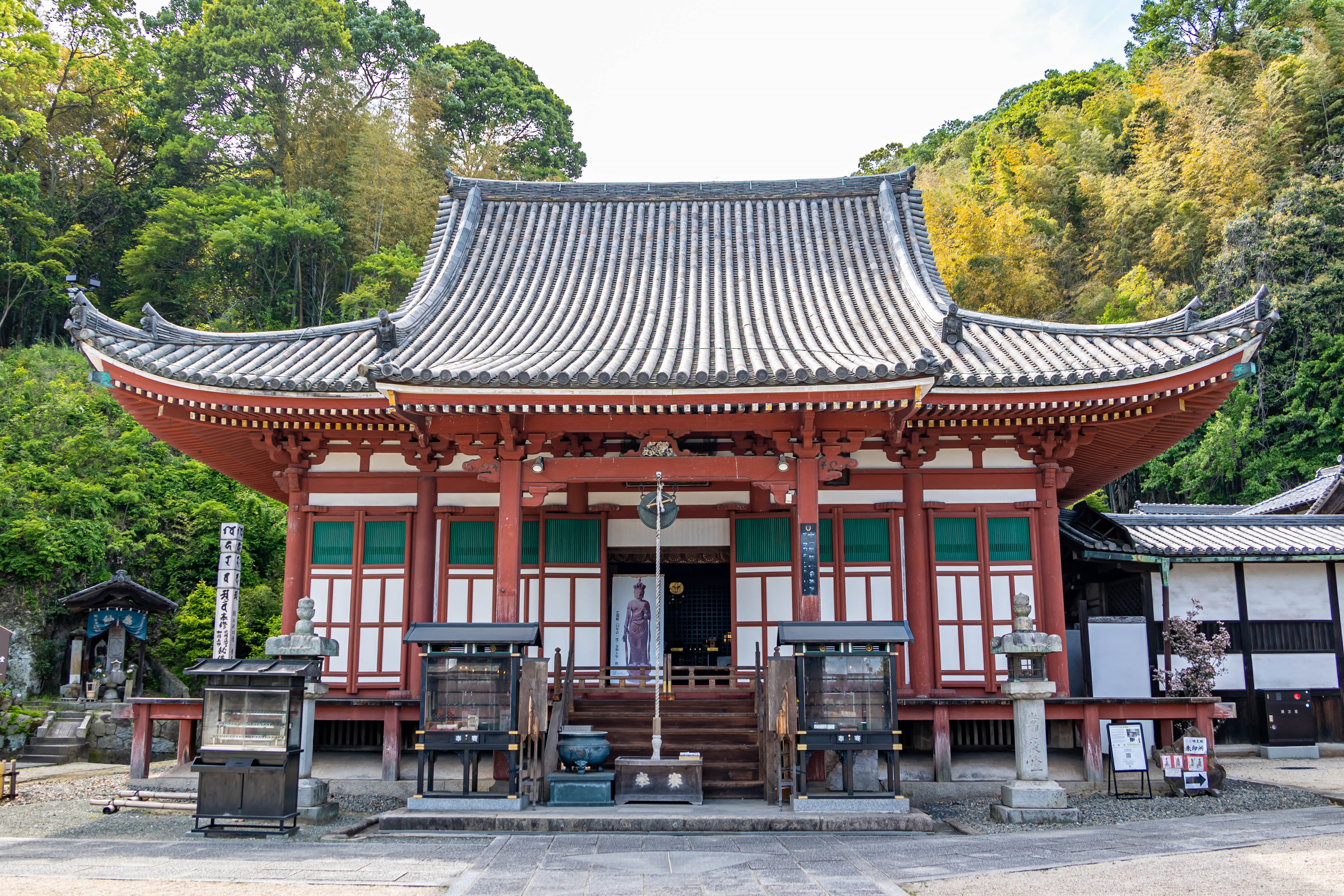
本堂

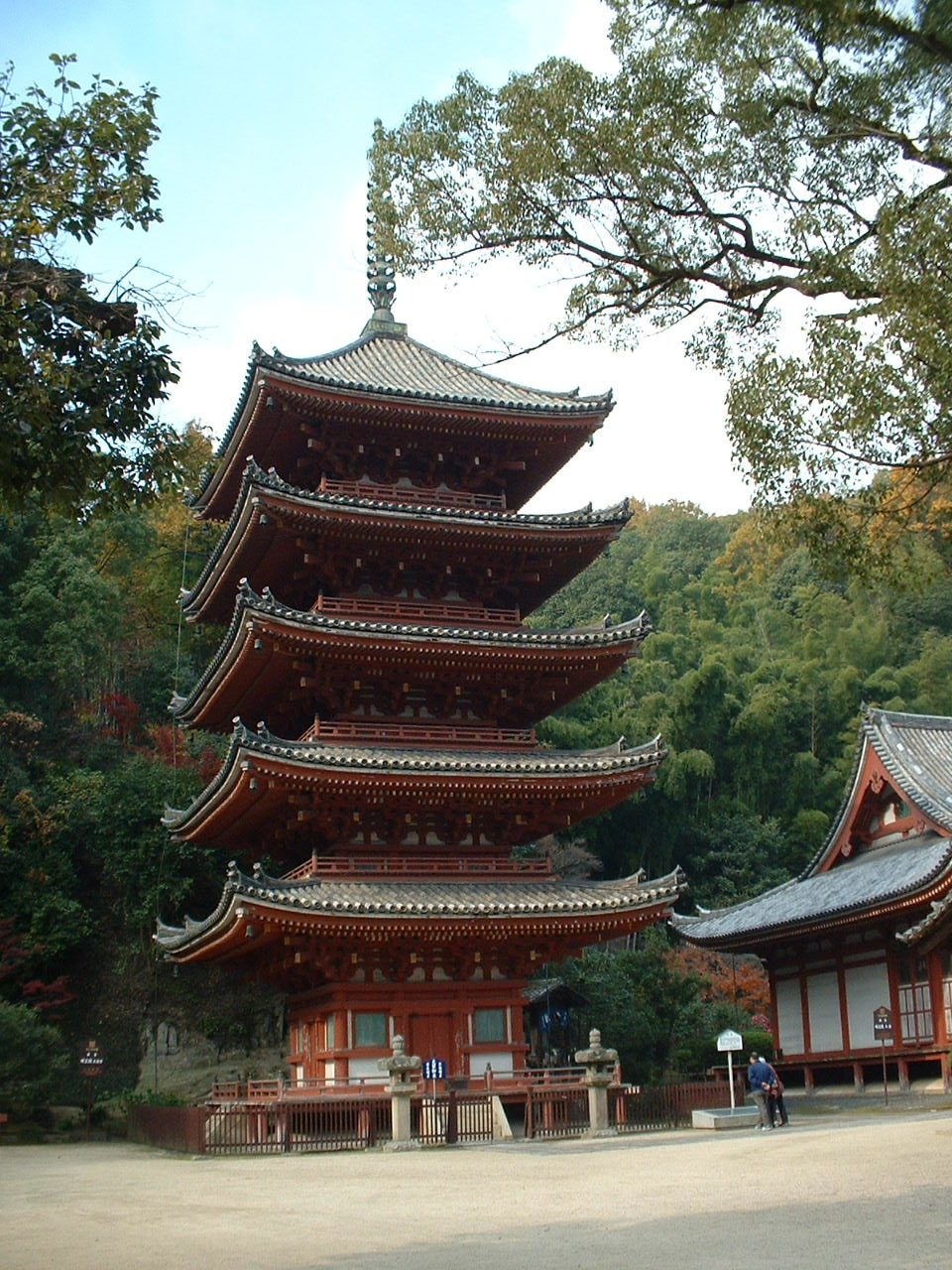
五重塔

本堂沿革
1962年（昭和37年）から1964年（昭和39年）に実施された解体修理により、内陣蟇股に「紀貞経代々二世悉地成就元応三年三月十四日沙門頼秀」の墨書が発見され、鎌倉時代の元応3年（1321年）の建立と判明。さらに現・本堂の直下の地下発掘調査によって現・本堂の前身の建造物のものと推定される掘立柱穴が点在することが確認されている。しかし元応3年（1321年）以後の約300年間は本堂に関する記録が全く発見されていない。元和7年（1621年）の棟札に「元和6年の夏、大雨洪水あり山岸崩壊、仏閣埋土し翌七年に本堂一宇を復旧する」とあり、これが元応以来で初見の記録である。しかし詳細な記録はなく、山崩れの災害で伽藍が、どの程度破壊されたか、また本堂はどのような損傷があり、どのような影響があったかなども記録に残っていない。また元禄3年（1690年）に大修理が行われるが、この時もほぼ記録に残っていない。
本堂建立後に、元和7年（1621年）に修理され、元禄3年（1690年）に大改造が行われているが、昭和の解体修理で忠実に旧規に復元されている。
五重塔沿革
相輪伏鉢の刻銘により、南北朝時代の貞和4年（1348年）に建立と判明している。
貞和に建立以来、文明、元和、正保、元禄、元文、寛保、延享、宝暦、天明、寛政、文政、天保と修理の記録が残る。中でも寛保2年（1742年）に大規模な修理が行われており、この修理により現在に残る旧観を維持してきたともいえる。しかし、その後約200年間で軸部の弛緩や損傷が激しく、塔全体が南東に傾斜し、相輪の頂部においては1尺5寸（約45.5 cm）の傾きを計測するに至ったため、1959年（昭和34年）から3年がかりの解体修理が行われている。五重塔の前身となる旧・五重塔は、寺史によると大同2年（807年）の寺院の開基と同じ時期に建立と伝わるが、それを補う他の文献は無い。解体修理で、現・五重塔よりも古い瓦などが発見されることが期待されたが、何も発見されなかった。
相輪の刻銘には、末尾に「再修」、「覚忍」の4文字があったが、字体、刻法が異なるため、後世の追刻が明らかで、住持・覚忍の時代に相輪が修理されたと考えられ、相輪の一部に修理の痕跡が認められている。貞和4年（1348年）に建立以来、江戸時代初頭に至るまで五重塔に関する記録が全く無いが、室町、桃山時代の屋根瓦が数種類混在することが認められ、幾度かの屋根修理が行われたと考えられる。また相輪の刻銘には「積一文勧進小資」とあり、これは貞和4年（1348年）に、民衆からの少額づつの勧進を積み上げ五重塔の建立資金としたということである。

## 文化財

### 国宝
明王院本堂（附:厨子1基、棟札3枚） - 1964年（昭和39年）5月26日指定。
入母屋造、本瓦葺き。桁行（間口）、梁間（奥行）とも5間（「間」は長さの単位ではなく柱間の数を表す）で、11.812 m。和様建築に鎌倉時代以降の新様式である大仏様（だいぶつよう）、禅宗様を加味した折衷様建築の代表例とされている。内部の外陣に見られる輪垂木（わだるき）を用いたアーチ型の天井は、近世の黄檗宗寺院の建築には見られるものだが、中世には他に例がない。外面の桟唐戸、断面が円形に近い虹梁（こうりょう、堂内の柱間に架けた水平材）などは大仏様の要素であり、粽（ちまき、柱の上部をすぼめること）、台輪（柱上の板状の水平材）、渦巻文様の木鼻（貫などの水平材の端部の装飾彫刻）などは禅宗様である。虹梁を柱頂より一段高く持ち上げるために、斗（ます）や絵様肘木を複雑に組み合わせた架構を見せるが、これも他に類例のないものである。
堂内は手前の梁間2間分を外陣、奥の梁間3間分を内陣とし、両者の間は結界で厳重に仕切る。内陣の両脇に脇陣を設けるが、これは参籠所として用いられていた。外陣が開放的な構えであるのに対し、内陣は窓がない、暗く閉鎖的な空間である（平面図参照）。

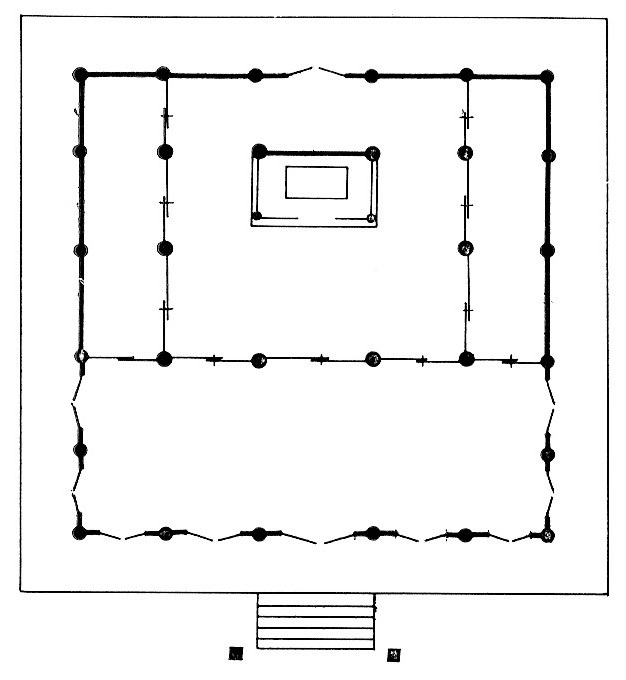
本堂平面図

明王院五重塔 - 1953年（昭和28年）3月31日指定。
方三間（4.363 m）、高さ29.14 m。純和様の五重塔で、初層内部の四天柱（仏塔の初層内部に立つ4本の柱をさす）には金剛界三十七尊像図、四方の壁画には真言八祖行状図、長押、天井などには唐草文、花鳥、飛天などが、板壁などには極彩色の仏画や文様が描かれている。初層の来迎壁（仏壇背後の壁）の「兜率天曼荼羅図」は明治になってから宮内省に納められ、現在は東京国立博物館の所蔵となっている。

### 重要文化財（国指定）
木造十一面観音立像（伝僧最澄作） - 1899年（明治32年）8月1日指定。
伝教大師の一刀三礼の作と伝承され、本堂の本尊として平安時代初期作の扉の内側に蓮を描いた春日厨子に納められている。平安時代前期の作で像高 142 cm。頭部主体部は造立当初のものであるが、頭上にある十一面は後補が多い。頭上面は髻（もとどり）の頂に阿弥陀仏一面、地髪上前面に菩薩面三・左側面に忿怒面三・右側面に牙をむく忿怒面三・背面に大笑面一の計十一面を頂く。作られた当時は彩色されていたようであるが、現在では褪色している。

### 広島県指定重要文化財
- 明王院山門 - 1955年（昭和30年）3月30日指定[37]。

本瓦葺、四脚門、切妻造り。桁行4.58 m、梁間3.71 m。棟札から慶長19年（1614年）再建と考えられるが、再建以前の門の部材が使われて、建立はさらに遡ると考えられる。屋根、軒、斗栱（ときょう）などの門の上半分が慶長19年（1614年）の再建と考えられ、台輪、軸部材の腹長押、方立などは材質や技法を考慮すると、室町時代の部材と考えられている。1963年（昭和38年）10月から1964年（昭和39年）3月にかけ、解体修理が行われている。
- 明王院書院 - 1962年（昭和37年）3月29日指定[40]。

入母屋造り、本瓦葺。桁行8間、梁間6間半（桁行13.5 m、梁間12.7 m）。向唐破風屋根の玄関が附属する。寺記によると元和7年（1621年）庫裏とともに、福山初代藩主・水野勝成により再建と伝わる。小屋組は古式の手法で、部屋が田の字に配され、四周を広縁と廊下で取り囲み、南側に15畳、10畳、北側に12畳と8畳の間が並ぶ。一間毎に柱を建てた書院形式の初期技法である。襖には狩野派の花鳥の絵が描かれている。玄関は式台に上り段がある本式の物が用いられている。1963年（昭和38年）7月から1964年（昭和39年）10月にかけ解体修理が行われている。解体修理が行われるまで、書院と庫裏が接続するように改築されていたが、解体修理時に各々独立した建築物に復原している。
- 明王院庫裡 - 1962年（昭和37年）3月29日指定[43]。

入母屋造り、本瓦葺。桁行12間、梁間12.2間（桁行17.9 m、梁間14.1 m）。書院同様に寺記によると元和7年（1621年）書院とともに福山初代藩主・水野勝成により再建と伝わる。小屋組みが古式で、規模が雄大で書院と同じ初期書院形式を踏襲した建物。玄関や板敷きの広間の天井には小屋組が露出し、襖に淡彩の山水、花鳥、動物が描かれるなど江戸初期の風格がある。数次にわたり修理が行われているが、江戸初期の遺風がよく伝わる。1963年（昭和38年）10月から1964年（昭和39年）10月にかけ解体修理が行われている。
- 木造弥勒菩薩坐像及び木造不動明王坐像・木造愛染明王坐像 - 2020年（令和2年）3月23日指定[45]。

国宝の明王院五重塔の初層初層の須弥壇上に安置されている本尊と両脇侍像。像高は、弥勒菩薩：像高52.7 cm、不動明王：像高28.8 cm、愛染明王：像高34.4 cm。中央の弥勒菩薩像は、高髻を結い、半眼閉口で端正な慈悲相を表し、右手を上に重ねるように腹前で禅定印を結び、弥勒菩薩の象徴の宝塔（後補の水晶製）を表す。全身が金色で、右脚を外に結跏趺坐し、ゆったりとした構えで格調の高さを示す。着衣には盛り上げ彩色や截金による文様が施されている。不動明王は、総髪で八束の莎髻をし、弁髪を左耳前に垂下している。右手には宝剣、左手には羂索を持つ。肉身部が群青色で、瞋怒相で左脚を外に結跏趺坐する。
愛染明王像は、頭頂の獅子に五鈷を乗せ、額に第3目があり、両上牙を上に出す忿怒相である。六臂には、右手には五鈷杵、箭、未生蓮華を持ち、左手には五鈷鈴、弓を持ち、一つに金剛拳を表す。肉身部が朱色で、宝瓶上の蓮華座に右脚を外に結跏趺坐する。不動明王像及び愛染明王像ともに、肉身や着衣には丹念に施された華麗な彩色や文様が残り、忿怒の形相がよく現れている。
三躯は小像であるが、繊細で巧みな彫技や装飾が施され、高い技術と優れた造形感覚のある仏師作と認められる。特に、それら三躯の着衣の彩色や文様は、五重塔内荘厳画とほぼ同様の物と考えて違和感がなく、五重塔が建立された際に、本尊として造立されたものと考えられる。制作時期が中世に遡るこの三躯の組合せは、広島県内唯一の作例である。
1993年（平成5年）に「木造大日如来坐像及び両脇侍（不動明王・愛染明王）坐像」の名称で福山市指定重要文化財に指定されていたが、2016年（平成28年）に福山市文化財保護審議会が再調査したところ大日如来坐像ではなく「弥勒菩薩坐像」であることが判明し、福山市教育委員会会議で名称変更が行われた。手に宝塔を置くと推測される穴が開いていた事、五重塔の伏鉢に「弥勒菩薩と縁を結ぶために建立された」という意味の文が書かれていた事等が決め手となった。

### 福山市指定重要文化財
- 木造南無仏太子像

室町時代末期作、寄木造。像高51.5 cmの三才童子像。
- 木造五大虚空蔵菩薩懸仏

江戸時代前期作。円形台板上に雲の絵を描き、半肉彫の木造五大虚空蔵菩薩坐像がある懸仏。
- 木造阿弥陀如来立像

室町時代中期作、寄木造。像高77.5 cm。
- 木造阿弥陀如来立像

鎌倉時代末期作、寄木造。像高183 cm。
- 木造不動明王立像

室町時代末期作。明王院護摩堂（市重文）の本尊。像高98 cm。
- 木造不動明王立像

室町時代中期作、寄木造。像高93 cm。像後部の光背（火焔）の高さ122.5 cm。
- 木造制多迦・矜羯羅童子立像

江戸時代初期作、寄木造、各2躯。制多迦童子2躯：像高53 cm、66.5 cm。矜羯羅童子2躯：像高51.5 cm、66.7 cm。
- 絹本著色釈迦二十二部衆像

室町時代中期作。
- 絹本著色不動明王像

南北朝時代の作。「妙澤老人五拾□」の墨書がある。
- 絹本紺地金泥種子両界曼荼羅図

室町時代作。胎蔵界、金剛界曼荼羅の2幅の図。軸裏に「胎蔵界　明王院宥仙」「金剛界　明王院宥仙」の墨書銘がある。宥仙は、明王院第18世住職。
- 紙本著色訶梨帝母乾闥婆王像（童子経曼荼羅）

江戸時代初期作。胎児や小児を守る意味をもつ訶梨帝母と童子経曼荼羅を同一画面に描かれた珍しい作例。
- 紙本著色十一面観音像千仏図

巻子仕立て。巻末の奥書に、元禄6年（1693年）10月福山4代藩主水野勝種が、武運長久、子孫繁栄を祈願して奉納とある。本堂脇陣に木造十一面観音立像の小像が千躯あり、この巻子と同時期に奉納と考えられている。
- 紙本墨画不動明王像

室町～江戸初期作。図画面には「守真」の朱字方印があり、軸裏に「不動明王御筆」、「定福寺円誉上人附　明王院宥仙」の墨書銘がある。宥仙は、明王院第18世住職。円誉上人は、城主・水野勝成と共に三河より来て、福山城下西町に定福寺を開いた第1世住職。
- 紺紙金字大般若波羅密多経

平安時代作。2巻。
- 明王院護摩堂

寛永16年（1639年）に建立されているが、元禄7年（1694年）に大修理が行われ、元禄風が大きく加わっている。江戸初期の精美な手法の建物である。1639年（寛永16年）福山藩主初代水野勝成が、明王院住職・宥将のために建立したもので、常福寺と合併時に城下にあったものを移築したと伝わる。
- 七重石層塔

護摩堂前庭にあり花崗岩製で、二重台座の七重石層塔で、高さ3.20 m。基壇上の基礎は六角形の上面に蓮弁が刻まれ、初重の軸部4面に仏が陽刻されている。七重の屋根は軸部と一石で造られ、初重は屋根幅は、60.8 cmあり、屋根軒の逓減は約2 cmほどである。露盤上の伏鉢、請花、九輪も一石で作られている。屋根軒や軒口などに鎌倉時代中期以降の特徴があり、上部の宝珠は一部欠けているが、ほぼ完全な形で遺存する。
- 護摩堂本尊背障壁裏絵

江戸時代初期作。木製板。弥勒浄土を描いた彩色蜜画。この仏画の元の原画は明王院五重塔の内部に飾られていたもので、江戸時代初期に絵師・狩野永清が模写したもの。原画は、東京国立博物館に保管されている。
- 明王院鐘楼

- 石層塔残欠

平安時代。明王院書院の庭にあり、初重軸部と四層の屋根の上層に軸部を造り出した4石の計5石が残る。現存の屋根逓減率から、元は十三重の高塔であったと考えられる。初重、二層、三層と十一もしくは十二層が残存していると考えられる。
- 墓石群

鎌倉時代～室町時代のものと考えられている。墓石群は、1930年（昭和5年）に芦田川改修工事中に、明王院近傍に掛かる法音寺橋近くから発見され、出土場所は、発掘調査などの近年の研究で、明王院前を流れる芦田川の中洲一帯に存在した中世民衆の集落遺跡で、草戸千軒町遺跡とよばれ、常福寺（現・明王院前身）の門前に栄えた港町と判明。出土した墓石群は、明王院境内に安置されているが、出土時、墓石がバラバラだったため、何基分の墓石なのか不明だが、墓石の形態や時代などを考慮すると、五輪塔61基分、宝塔5基分、板碑1基、宝篋印塔3基分と考えられている。石材の大半は花崗岩だが、五輪塔の中には、コゴメ（小米）石と呼ばれる結晶質石灰岩製のものも存在する。五輪塔は高さ0.6～1 mの小型が多い。板碑は、西日本で多い小型一石五輪塔型で、高さ165 cm、幅30 cm、厚さ15 cmである。表面に梵字と南無阿弥陀仏の文字を陰刻されている。宝篋印塔は、古式の笠石の隅飾突起が直立するものもある。
- 野々口立圃文書

野々口立圃は、福山藩主の招きで慶安4年（1651年）から寛文2年（1662年）まで福山に滞在。滞在中の文書10件が市指定重要文化財となっているが、その内の2件が明王院所蔵である。

## 前後の札所
中国三十三観音霊場
7 円通寺 -- 8 明王院 -- 9 浄土寺
山陽花の寺二十四か寺
17 円通寺 -- 18 明王院 -- 19 西國寺